# Juri Rafaelowitsch Dochojan
Juri Rafaelowitsch Dochojan (russisch Юрий Рафаэлович Дохоян, * 26. Oktober 1964 in der Region Altai; † 1. Juli 2021 in Moskau) war ein russischer Schach-Großmeister und Schachtrainer.

## Werdegang
Dochojan durchlief als Jugendlicher die sowjetische Schachschule und erreichte 1983 den Titel Meister des Sports der UdSSR. Den Großmeistertitel erhielt er 1988. 
Bedingt durch den Zerfall der Sowjetunion konnte er ab Ende der 1980er Jahre auch in westlichen Ländern spielen. Durch einen mit Friso Nijboer geteilten 1. Platz in der B-Gruppe des Corus-Schachturniers 1989 qualifizierte sich Dochojan für die A-Gruppe 1990. Dort belegte er den 7. Platz, punktgleich mit Nigel Short, Viktor Kortschnoi und Viswanathan Anand.
In Deutschland spielte er von 1990 bis 1995 in der Schachbundesliga (1990/91 für den Bielefelder SK, danach für die SG Bochum 31). 
Im Jahr 1995 beendete Dochojan seine Turnierlaufbahn und trat als Sekundant in die Dienste des Weltmeisters Garri Kasparow, mit dem er mehr als 10 Jahre lang erfolgreich zusammenarbeitete. Nach dessen Karriereende 2005 trainierte Dochojan die Schwestern Nadeschda und Tatjana Kossinzewa. Von 2006 bis 2011 war er Nationaltrainer der russischen Frauenmannschaft und von 2011 bis 2015 der russischen Männermannschaft. Von 2009 bis 2020 arbeitete er auch mit Sergei Karjakin. Sein letzter Schüler war Andrei Jessipenko.  
Dochojan verstarb im Alter von 56 Jahren an COVID-19 und wurde am 6. Juli 2021 auf dem Chowanskoje-Friedhof in Moskau beigesetzt.